# Dioscorea tokoro
Dioscorea tokoro là một loài thực vật có hoa trong họ Dioscoreaceae. Loài này được Makino ex Miyabe mô tả khoa học đầu tiên năm 1889.

## Công dụng
dây leo, sống lâu năm, thân rễ ngắn phình thành củ to. Lá mọc so le, hình tim. Hoa đơn tính khác gốc. Quả nhỏ có dìa. Than rễ dùng làm thuốc chữa phong thấp, lợi tiểu